# Seznam osobností vyznamenaných 28. října 2001
Seznam osobností, které prezident České republiky Václav Havel vyznamenal nejvyššími státními vyznamenáními 28. října 2001.

## Řád Bílého lva
V tomto roce nikdo neobdržel.

## Řád Tomáše Garrigua Masaryka

### I. třídy
- Ryszard Siwiec, (in memoriam)
- prof. Robert Badinter

### II. třídy
- Vojtěch Dundr, (in memoriam)

### III. třídy
- Jindřich Vaško, (in memoriam)
- prof. JUDr. Václav Chytil, (in memoriam)

### IV. třídy
- Mons. ThDr. PhDr. Karel Vrána
- Barbara Coudenhove-Kalergi

### V. třídy
- P. František Lízna, SJ.

## Medaile Za hrdinství
- Josef Hasil
- kapitán Vladimír Kubíček
- Jakub Materne
- plukovník v.v. Julián Slepecký
- PhDr. Vladimír Struska, (in memoriam)
- podpraporčík Jaroslav Šelong
- plukovník v.v. Zdeněk Štich
- Albína Wiesenbergerová

## Medaile Za zásluhy

### I. stupeň
- Jarmila Bělíková
- prof. Jiří Bělohlávek
- prof. MUDr. Jaroslav Blahoš, DrSc.
- ThLic. Dominik Duka
- Doc. Miloš Hájek, DrSc.
- Josef Hiršal
- Dagmar Hochová
- Oldřich Holubář
- Josef Istler (in memoriam)
- prof. Dr. František Janouch
- prof. PhDr. Josef Kratochvil, (in memoriam)
- Dr h.c. Rainer Kreissl
- František Listopad
- Lenka Reinerová
- Miloš Rejchrt
- Jiří Ruml
- prof. JUDr. Eric Stein, Ph.D.
- Jiří Stránský
- Ladislav Sutnar, (in memoriam)
- PhDr. Libuše Šilhánová, CSc.
- Jan Waldauf
- plk. v.v. Jan Wiener

### II. stupeň
- Jaroslava Adamová
- Ambér Bousoglou
- Vlastimil Brodský
- RNDr. Marie Brůčková, CSc.
- doc. Ing. arch. Karel Hubáček, Dr. h. c.
- Jiří Krejčík
- Erik Spiess

### III. stupeň
- Jan Železný